# José Luis Reyna
José Luis Reyna Paredes (Huancayo, Provincia de Junín, Perú, 19 de enero de 1972) es un exfutbolista peruano. Jugaba como lateral derecho.

## Trayectoria
Debutó en Deportivo Junín. Tras eso, pasó por Unión Huayllaspanca y estuvo algunos años antes de fichar por San Agustín. Luego de su paso por el club escolar, ficha por Alianza Lima, donde logra el mejor rendimiento de su carrera, a tal punto que es convocado por Freddy Ternero, entonces DT de la selección peruana de fútbol, para disputar la Copa América 1997. Tras una serie de lesiones, deja el club blanquiazul para recalar en el Juan Aurich chiclayano a mediados del año 2000. Allí se queda hasta finales de 2002, donde decide regresar a su ciudad natal, Huancayo, para jugar por el Deportivo Wanka, club en el que se retira tras su desafiliación.

## Estadísticas por club
| Club                | País | Temporada   |
| ------------------- | ---- | ----------- |
| Deportivo Junín     | Perú | 1989 - 1990 |
| Unión Huayllaspanca | Perú | 1991 - 1992 |
| Unión Minas         | Perú | 1993        |
| León de Huánuco     | Perú | 1994        |
| San Agustín         | Perú | 1995        |
| Alianza Lima        | Perú | 1996 - 2000 |
| Juan Aurich         | Perú | 2000 - 2002 |
| Deportivo Wanka     | Perú | 2003 - 2004 |

## Palmarés
| Título           | Club         | País | Año  |
| ---------------- | ------------ | ---- | ---- |
| Torneo Apertura  | Alianza Lima | Perú | 1997 |
| Torneo Clausura  | Alianza Lima | Perú | 1997 |
| Primera División | Alianza Lima | Perú | 1997 |
| Torneo Clausura  | Alianza Lima | Perú | 1999 |